# Hexachlorbenzen
Hexachlorbenzen (HCB, perchlorbenzen) je chlorovaný aromatický uhlovodík užívaný převážně jako pesticid.

## Chemické vlastnosti
Hexachlorbenzen je syntetická (člověkem připravená) organická sloučenina s teplotou varu 319,3 °C a teplotou tání 229 °C. Za běžných podmínek jde o bílou krystalickou látku s typickým nepříjemným zápachem. Hustota při 23 °C činí 2 040 kg/m3 a jeho rozpustnost ve vodě (při 25 °C) je 6,2 mg/l. Dobře se rozpouští v organických rozpouštědlech a tucích. Je těkavý.

## Vlivy na životní prostředí
Pro životní prostředí je velmi nebezpečný, protože je perzistentní a má schopnost bioakumulace. Proto v potravním řetězcem směrem k jeho vrcholu roste jeho koncentrace. Vysoké hladiny HCB byly proto naměřeny v tkáních predátorů, např. v dravých mořských rybách a savcích.
Hexachlorbenzen je díky těkavosti, vysoké stabilitě a bioakumulativnosti schopen šířit se na velké vzdálenosti, např. byl prokázán ve vzduchu, vodě a v tkáních zvířat a lidí žijících v Arktidě, ačkoli se tam nikdy nepoužíval.

## Zdravotní rizika
Hexachlorbenzen může být vdechnut, spolknut a vstřebává se i pokožkou. U exponovaných lidi zvyšuje riziko onemocnění rakovinou (karcinogen). Ohrožuje vývoje plodu v těle matky, dráždí dýchací cesty a kůži, poškozuje játra, ledviny a štítnou žlázu. Narušuje funkce centrálního nervového systému (CNS).
Mezinárodně je regulován Stockholmskou úmluvou a tzv. POPs protokolem k Mezinárodní úmluvě o znečištění ovzduší přesahujícím státní hranice (LRTAP).

## Znečištění hexachlorbenzenem
HCB vzniká v chemičce Spolchemie v Ústí nad Labem jako vedlejší produkt při výrobě perchlorethylenu či trichlorethylenu a při elektrolytické výrobě chlóru. Spolchemie ročně vyprodukuje několik stovek kilogramů tzv. hexazbytků ročně, ale v minulosti to bylo mnohem více a po desetiletí byly tyto odpady ukládány na skládku v Chabařovicích.
Kontaminace hexachlorbenzenem byla zdokumentována také v areálu a v okolí chemičky Spolana Neratovice. Zamoření podzemní vody pod Spolanou přesahovalo platnou normu pro hexachlorbenzen 280krát. Státní veterinární správa nalezla ve vzorcích zvířat z okolí Spolany nadlimitní koncentrace hexachlorbenzenu a prohlásila je za nepoživatelné.
V roce 2011 provedla organizace Greenpeace měření u staré výpusti do řeky Bíliny, která se nepoužívá od roku 2003. Byla zde naměřena koncentrace 2 g hexachlorbenzenu na kilogram sedimentu, což je stotisíckrát více, než je limit určený nařízením vlády.